# 蘇賓根
蘇賓根是瑞士的城鎮，位於該國北部，由索洛圖恩州負責管轄，面積6.25平方公里，海拔高度440米，2012年人口3,023，四成人口信奉羅馬天主教，人口密度每平方公里484人。